# Sylvia Miles
Sylvia Miles (Nova Iorque, 9 de setembro de 1924 — Manhattan, 12 de junho de 2019) foi uma atriz norte-americana.

## Vida pessoal
Em 1948, Miles se casou com William Myers, mas o casal se divorciou dois anos depois. De 1952 a 1958, ela foi casada com Gerald Price. De 1963 a 1970, ela foi casada com o DJ Ted Brown. Brown citou a falta de desejo de Miles de ter filhos como a principal causa do divórcio.
Miles morreu em 12 de junho de 2019 enquanto estava a caminho de um hospital em Manhattan aos 94 anos de idade. Ela estava com problemas de saúde nos últimos anos e cuidava de lar de idosos nos últimos meses. Durante seus últimos anos, ela sofria de anemia e problemas respiratórios.

## Filmografia

### Filme
| Ano  | Título                              | Personagem              | Notas                                               |
| ---- | ----------------------------------- | ----------------------- | --------------------------------------------------- |
| 1960 | Murder, Inc.                        | Sadie                   |                                                     |
| 1961 | Parrish                             | Eileen                  |                                                     |
| 1963 | Violent Midnight                    | Silvia                  |                                                     |
| 1964 | Pie in the Sky                      | Rose                    |                                                     |
| 1969 | Midnight Cowboy                     | Cass                    | Indicada—Academy Award por Melhor Atriz Coadjuvante |
| 1971 | The Last Movie                      | Script Clerk            |                                                     |
| 1971 | Who Killed Mary What's 'Er Name?    | Christine               |                                                     |
| 1972 | Heat                                | Sally Todd              |                                                     |
| 1975 | Farewell, My Lovely                 | Jessie Halstead Florian | Indicada—Academy Award por Melhor Atriz Coadjuvante |
| 1975 | 92 in the Shade                     | Bella                   |                                                     |
| 1976 | The Great Scout & Cathouse Thursday | Madam 'Mike'            |                                                     |
| 1977 | The Sentinel                        | Gerde                   |                                                     |
| 1978 | Zero to Sixty                       | Flo Ames                |                                                     |
| 1978 | Shalimar                            | Countess Rasmussen      |                                                     |
| 1981 | The Funhouse                        | Madame Zena             |                                                     |
| 1982 | Evil Under the Sun                  | Myra Gardener           |                                                     |
| 1987 | Critical Condition                  | Maggie                  |                                                     |
| 1987 | Sleeping Beauty                     | Red Fairy               |                                                     |
| 1987 | Wall Street                         | Dolores the Realtor     |                                                     |
| 1988 | Crossing Delancey                   | Hannah Mandelbaum       |                                                     |
| 1988 | Spike of Bensonhurst                | Congresswoman           |                                                     |
| 1989 | She-Devil                           | Mrs. Fisher             |                                                     |
| 1995 | Denise Calls Up                     | Gail's Aunt Sharon      |                                                     |
| 2000 | The Boys Behind the Desk            |                         |                                                     |
| 2002 | High Times' Potluck                 | Ma                      |                                                     |
| 2003 | Rose's                              | Ms. P                   |                                                     |
| 2007 | Go Go Tales                         | Lilian Murray           |                                                     |
| 2010 | Wall Street: Money Never Sleeps     | Dolores the Realtor     |                                                     |
| 2019 | Japanese Borscht                    | Mary Tess               |                                                     |